# KK Vršac

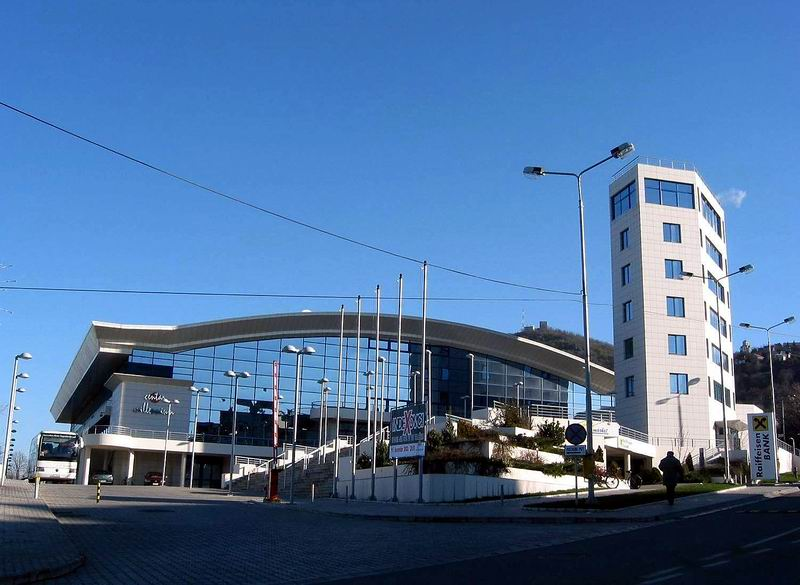
Millennium Center in Vršac

Košarkaški Klub Vršac Meridianbet (Servisch: Кошаркашки клуб Вршац) is een basketbalclub uit Vršac, Servië. KK Vršac speelt in de Adriatische league en de Sinalco superleague. De club is ontstaan in 1946. In 2005 werd de club kampioen van de Adriatische league, een competitie van veertien clubs uit vijf voormalige Joegoslavische republieken.

## Geschiedenis
In 1946 werd de club opgericht onder de naam KK Jedinstvo. In 1959 begint de club met competitiewedstrijden onder de naam KK Mladost. In 1967 veranderde de club hun naam naar KK Inex Brixol. Tijdens het seizoen van 1976/77 veranderde ze hun naam naar KK Agropanonija. Vanaf 1989 werd de club gesponsord door de groep Inex Hemofarm, waardoor de club noodgedwongen moest veranderen naar de naam KK Inex Vršac. Maar na overname van de club door de Hemofarm groep, in 1992, veranderde het team zijn naam naar KK Hemofarm. In 2012 stopte Hemofarm met sponsoren en werd de naam KK Vršac.

## Bekerwinsten
- 2000: winst in een toernooi in Debrecen, Hongarije
- 2001: 2de plaats in een toernooi in Nancy, Frankrijk
- 2004/2005: winst in de Adriatische league.

## Sponsor namen
- 1946-1959: KK Jedinstvo
- 1959-1967: KK Mladost
- 1967-1977: KK Inex Brixol
- 1977-1981: KK Agropanonija
- 1981-1989: KK Vršac
- 1989-1992: KK Inex Vršac
- 1992-2012: KK Hemofarm
- 2012-heden: KK Vršac

## Bekende (oud-)spelers
- Jordan Mintsjev